# Търпе Симоновски
Търпе Симоновски, Симеоновски или Симоноски е български духовник, църковен и просветен деец от Македония.

## Биография
Търпе Симоновски е роден в 1852 година в Дебър, тогава в Османската империя. Първоначално учи в родения си град в 1867 година при хаджи поп Теофил. От 1875 година Симоновски е свещеник в Дебър. Взима дейно участие в народното и църковно дело в родния си град. На 12 март 1910 година иконом Търпе Симоновски, в ролята си на архиерейски наместник в Дебър, участва в поставянето на основния камък на църквата в Пареши заедно с иконом Стефан и свещениците Арсо, Блаже и Серафим.
В 1917 година подписва Мемоара на българи от Македония от 27 декември 1917 година.